# Psephotellus dissimilis
Il pappagallo monaco (Psephotellus dissimilis), noto anche come pappagallo dal cappuccio, è un uccello della famiglia degli Psittaculidi.